# Ducati della Slesia

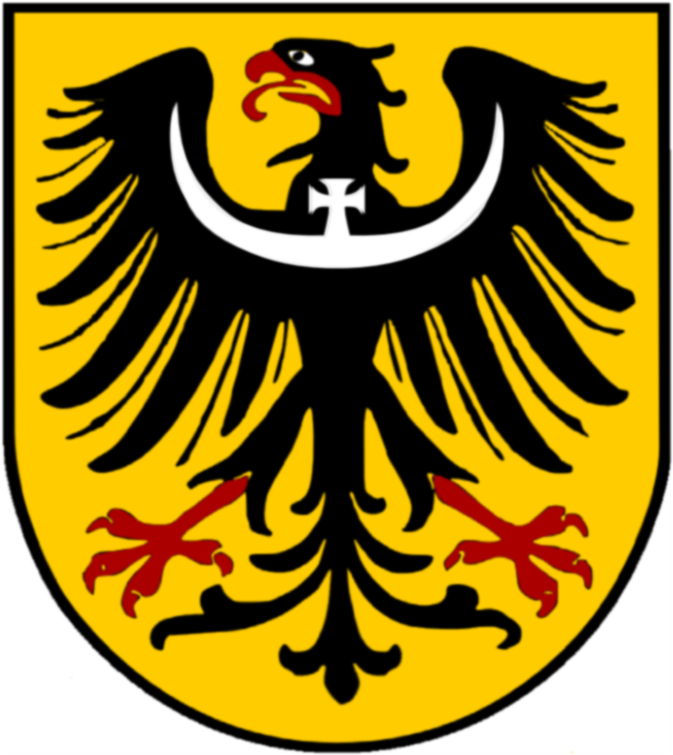
Stemma della Slesia

I Ducati della Slesia furono il risultato della divisione del Ducato di Slesia, avvenuta dopo il 1138. Essi furono inizialmente possedimenti dei Piast di Slesia, quindi collegati alla dinastia regnante in Polonia ma successivamente, in particolare con il Trattato di Trenčín del 1335 che unì questi territori al Regno di Boemia,  passarono all'influenza boema. Nei secoli essi vennero accorpati e suddivisi e i territori divennero parte dei domini degli Asburgo e poi della Prussia.
I Ducati di Slesia non devono essere confusi con l'entità territoriale maggiore, definita appunto Ducato di Slesia.

## Storia
Secondo il testamento e le ultime volontà del Duca di Polonia Boleslao III della dinastia dei Piasti, la Polonia, alla sua morte nel 1138, venne divisa in alcune province ereditarie, distribuite tra i suoi figli, con la provincia reale di Cracovia riservata al maggiore, che ottenne il titolo di Granduca di Polonia.
Una delle restanti province, la Slesia, venne garantita ad un altro figlio di Boleslao III, Ladislao II l'Esiliato, e venne successivamente divisa tra i suoi successori, in un continuo gioco di suddivisioni e accorpamenti, sinché gli ultimi duchi Piast di Slesia non si estinsero nel 1675. Questi Piast di Slesia, vennero conosciuti col nome di duchi di Slesia, e i territori che governarono presero il nome di ducati di Slesia.
Questi ducati ebbero un destino vario: alcuni furono accorpati subito ai regni vicini, altri sopravvissero per molti secoli: quando venne meno l'influenza del Regno di Polonia, essi divennero vassalli di Giovanni I re di Boemia nel 1327, passando perciò sotto l'influenza boema. La corona di Boemia passò in seguito a varie dinastie, fino agli Asburgo d'Austria che annessero gli ultimi ducati slesiani indipendenti nel 1676; l'intera Slesia venne poi conquistata e annessa nel 1742 dalla Prussia a seguito delle Guerre della Slesia proprio perché i re di Prussia potevano vantare una discendenza da alcuni duchi di Slesia.
Il Ducato di Oświęcim (appartenente al ramo primogenito degli Asburgo-Lorena) e il Ducato di Zator (unito al precedente) entrarono a far parte del Regno di Galizia e Lodomeria, il Ducato di Teschen (di un ramo degli Asburgo-Lorena), il Ducato di Troppau (dei Principi di Liechtenstein) ed (in parte) il Ducato di Nysa (dei principi-vescovi di Breslavia) però rimasero sotto il controllo della corona boema col nome di Slesia austriaca sino al crollo dell'Impero austro-ungarico nel 1918.

## Ducati di Slesia
- Ducato di Bielsko (Księstwo Bielskie, Herzogtum Bielitz)
- Ducato di Brzeg (Księstwo Brzeskie, Herzogtum Brieg)
- Ducato di Bytom (Księstwo Bytomskie, Herzogtum Beuthen)
- Ducato di Glogau (Księstwo Głogowskie, Herzogtum Glogau)
- Ducato di Jawor (Księstwo Jaworskie, Herzogtum Jauer)
- Ducato di Krnov (Krnovské knížectví, Księstwo Karniowskie, Herzogtum Jägerndorf)
- Ducato di Legnica (Księstwo Legnickie, Herzogtum Liegnitz)
- Ducato di Nysa (Księstwo Nyskie, Herzogtum Neisse)
- Ducato di Oleśnica (Księstwo Oleśnickie, Herzogtum Oels)
- Ducato di Opole (Księstwo Opolskie, Herzogtum Oppeln)
- Ducato di Oświęcim (Księstwo Oświęcimskie, Herzogtum Auschwitz)
- Ducato di Prudnik (Księstwo Prudnickie, Herzogtum Prudnik)
- Ducato di Pszczyna (Księstwo Pszczyńskie, Herzogtum Pless)
- Ducato di Racibórz (Księstwo Raciborskie, Herzogtum Ratibor)
- Ducato di Siewierz (Księstwo Siewierskie, Herzogtum Siewierz)
- Ducato di Świdnica (Księstwo Świdnickie, Herzogtum Schweidnitz)
- Ducato di Teschen (Księstwo Cieszyńskie, Knížectví Těšínské, Herzogtum Teschen)
- Ducato di Troppau (Knížectví Opavské, Herzogtum Oppau)
- Ducato di Breslavia (Księstwo Wrocławskie, Herzogtum Breslau)
- Ducato di Zator (Księstwo Zatorskie, Herzogtum Zator)
- Ducato di Ziębice (Księstwo Ziębickie, Herzogtum Münsterberg)
- Ducato di Sagan (Księstwo Żagańskie, Herzogtum Sagan)

## Mappe
Le mappe che seguono mostrano la continua frammentazione del Ducato di Slesia e la creazione dei vari stati individuali, conosciuti come Ducati.

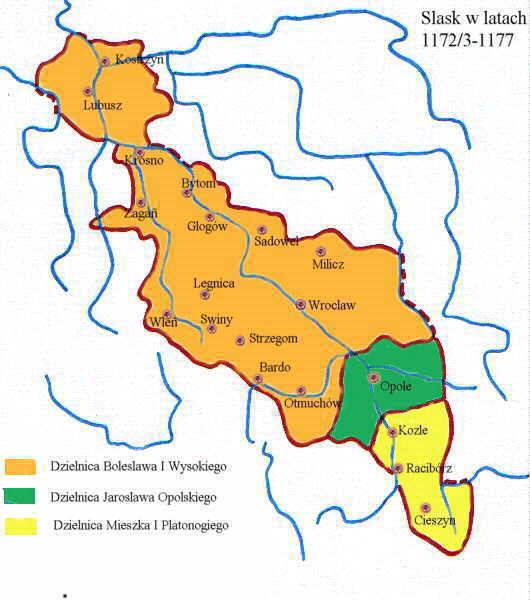
1172-1177
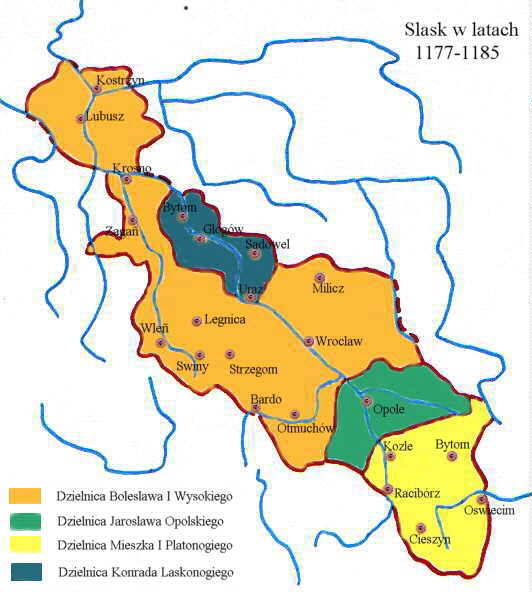
1177-1185
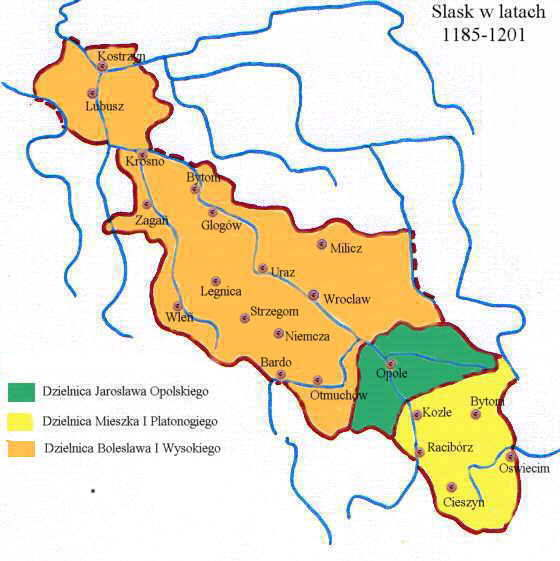
1185-1201
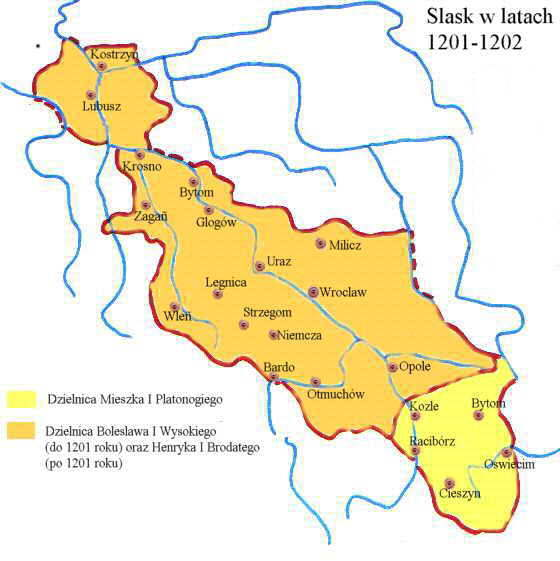
1201-1202
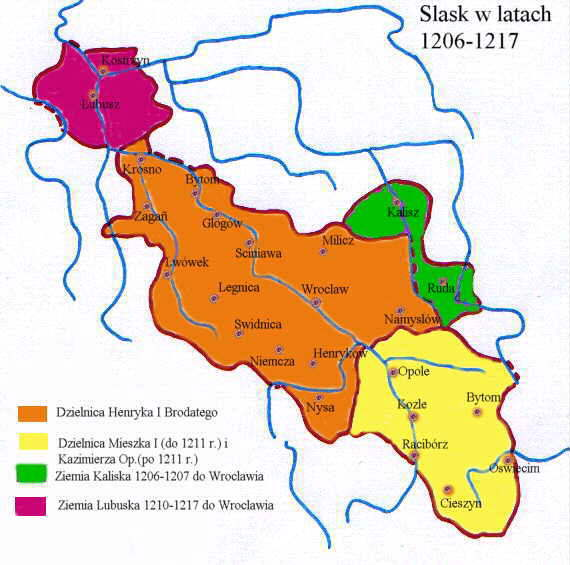
1206-1217
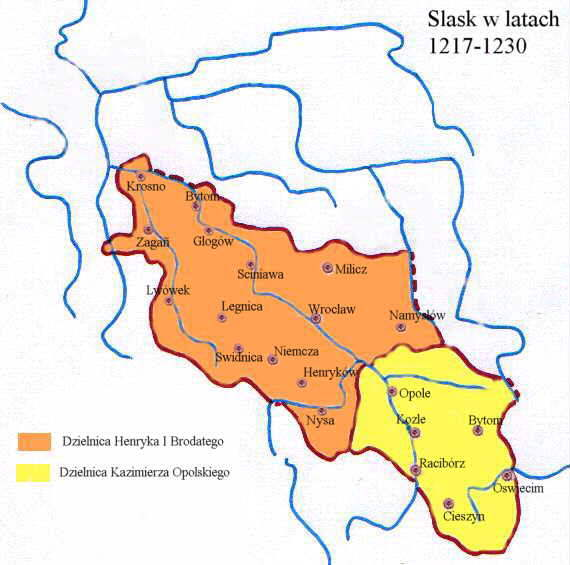
1217-1230
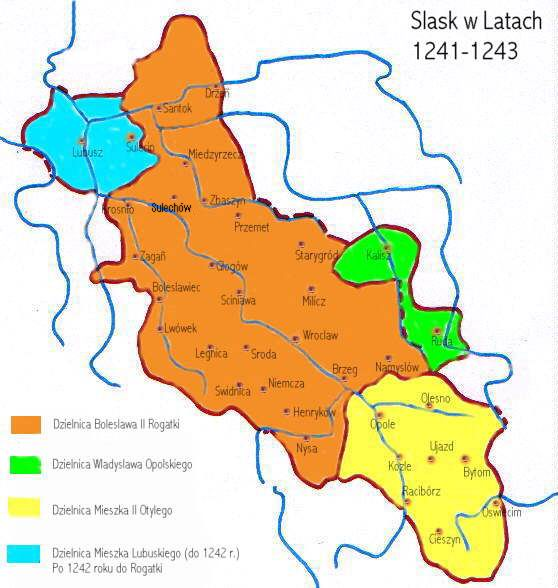
1241-1243
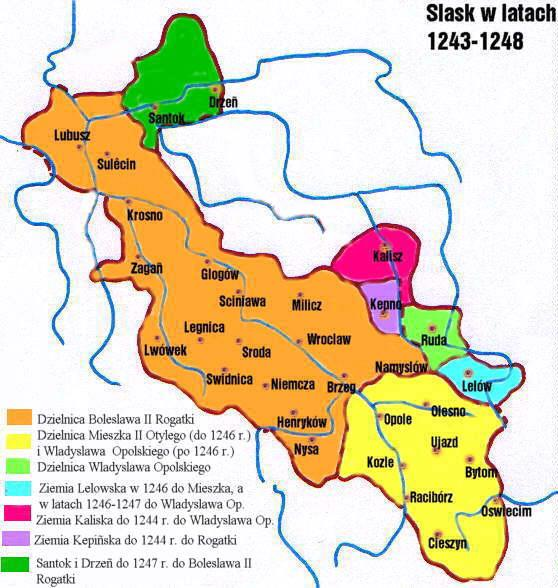
1243-1248
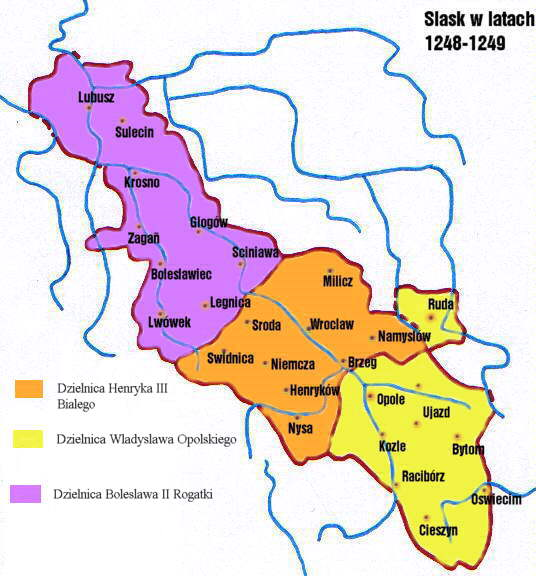
1248-1249
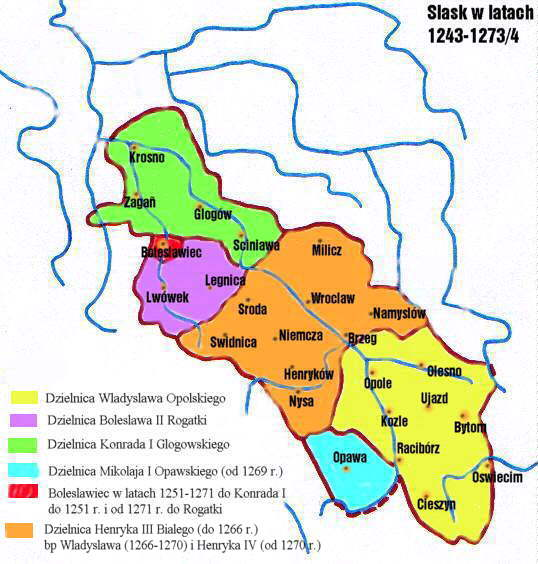
1249-1273
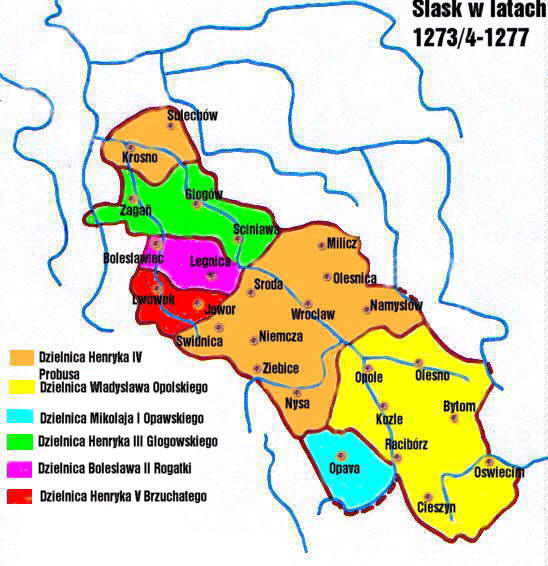
1273-1277
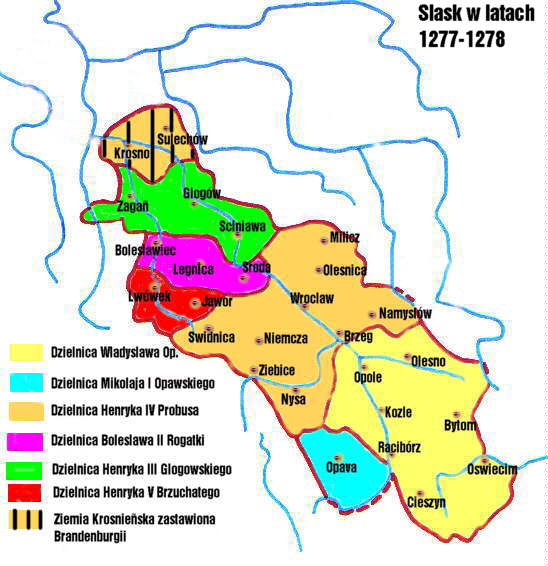
1277-1278
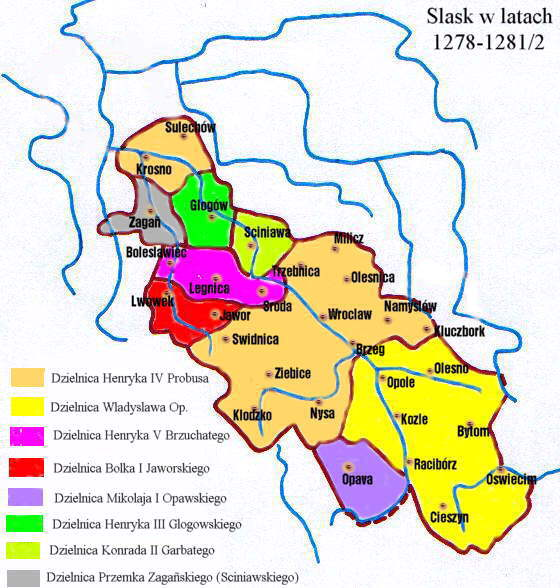
1278-1281
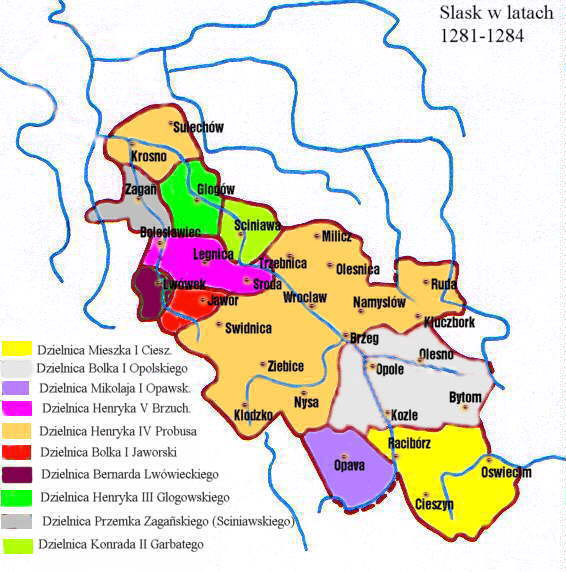
1281-1284
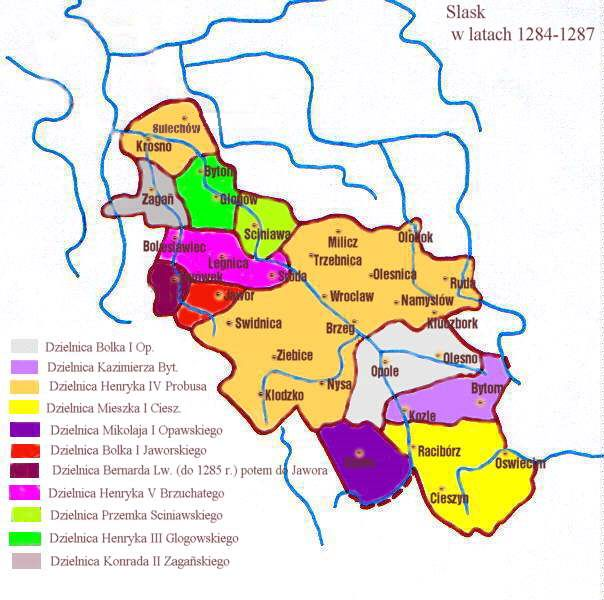
1284-1287
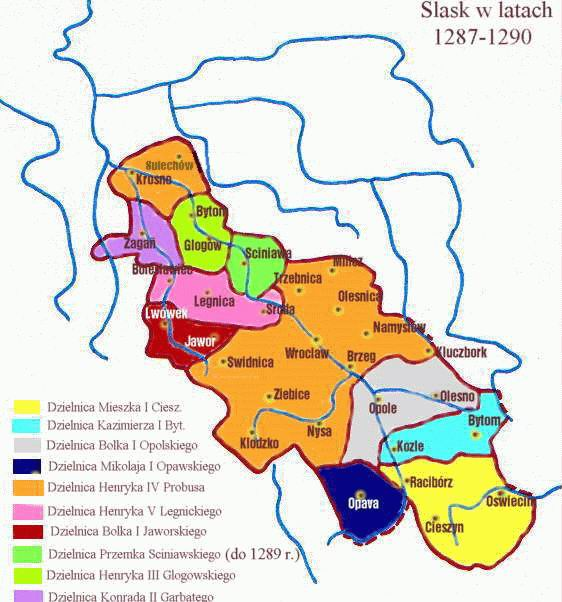
1287-1290
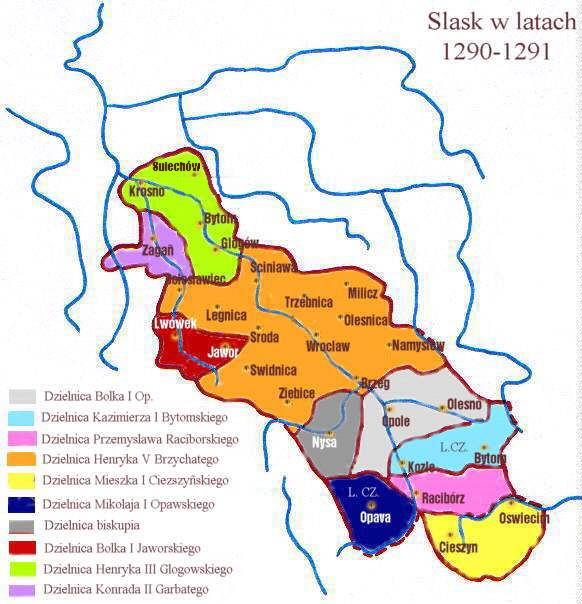
1290-1291
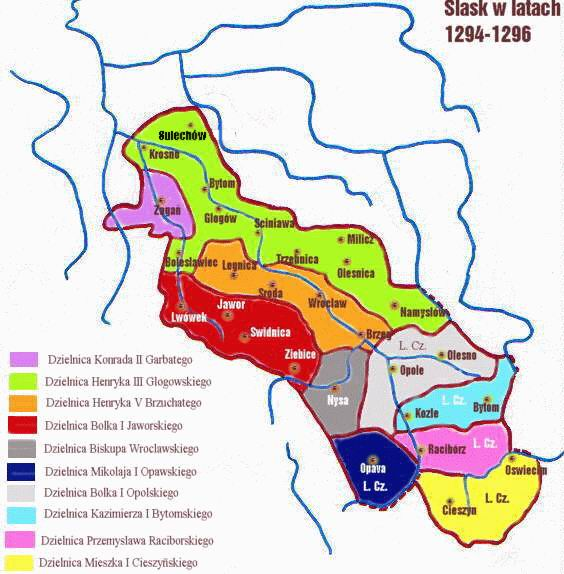
1294-1296
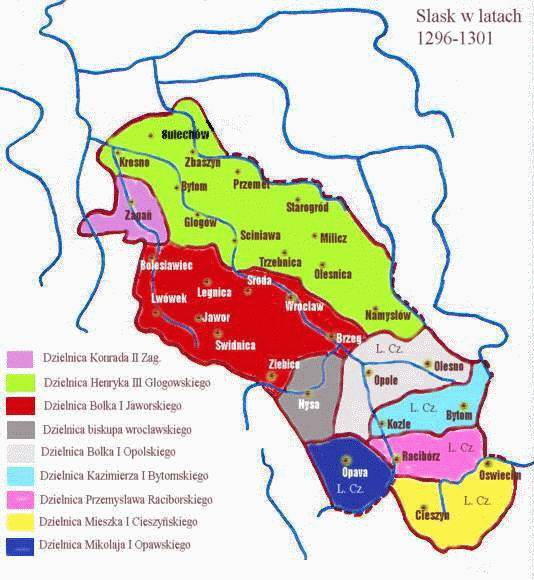
1296-1301
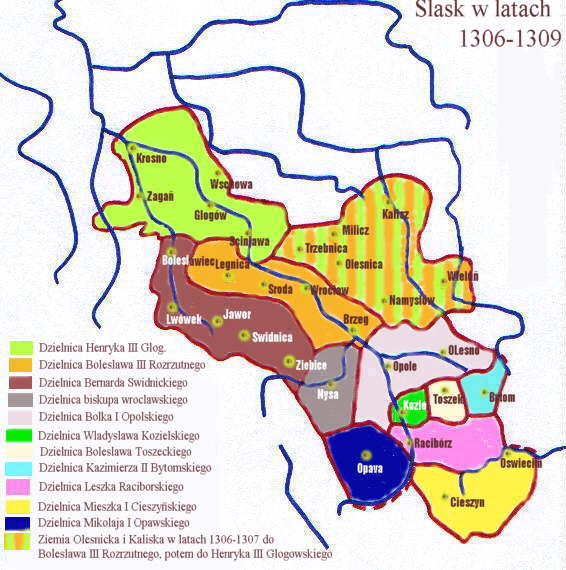
1306-1309
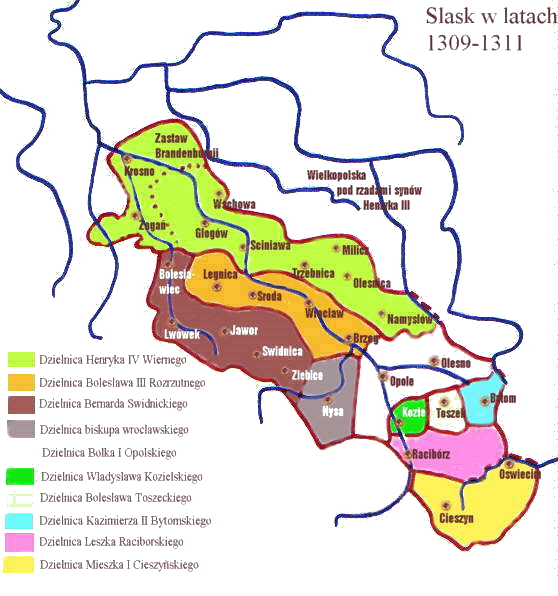
1309-1311